# Décès en juillet 2011

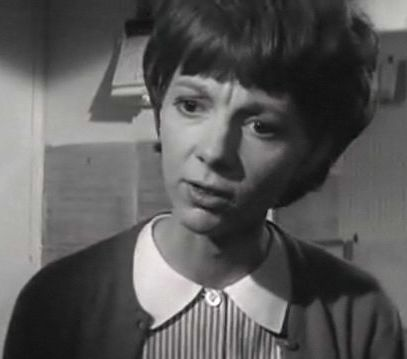
Anna Massey

Décès
- 2007
- 2008
- 2009
- 2010
- 2011
- 2012
- 2013
- 2014
- 2015

Pour une information complémentaire, voir la page d'aide.

## Juillet 2011
| Date        | Nom                            | Activités | Âge | Source |
| ----------- | ------------------------------ | --- | --- | ------ |
| 1er juillet | Willie Fernie                  | Footballeur écossais. | 82  | (en)   |
| 1er juillet | Marc Jeannerod                 | Médecin français, chercheur-professeur-auteur en neurologie. | 75  |        |
| 1er juillet | Louis Rosier Jr.               | Pilote automobile français, vainqueur des 24 Heures du Mans (1950).                                                                                                  | 86  |        |
| 1er juillet | Ahmad Mansour                  | Guitariste américain de jazz. | 51  |        |
| 2 juillet   | Émile Biasini                  | Administrateur civil et homme politique français. | 88  |        |
| 2 juillet   | Itamar Franco                  | Homme politique brésilien. | 81  |        |
| 2 juillet   | Marcel Hastir                  | peintre belge. | 105 |        |
| 3 juillet   | Anna Massey                    | Actrice britannique. | 73  | (en)   |
| 3 juillet   | Len Sassaman                   | Informaticien belge, cryptographe. | 31  |        |
| 4 juillet   | John Davies Evans              | Professeur-chercheur britannique, archéologue (préhistoire méditerranéenne, dont celle de Malte).                                                                    | 86  | (en)   |
| 4 juillet   | Otto de Habsbourg-Lorraine     | Homme politique allemand, député du Parlement européen (1979-1999), prétendant (1922-2007) au trône d'Autriche-Hongrie.                                              | 98  |        |
| 4 juillet   | Yehuda Neiman                  | Peintre et photographe polonais. | 79  |        |
| 4 juillet   | Gerhard Unger                  | Ténor allemand. | 94  | (en)   |
| 5 juillet   | Malcolm Forsyth                | Compositeur et tromboniste canadien d'origine sud africaine | 74  | (en)   |
| 5 juillet   | Armen Gilliam                  | Joueur de basket-ball américain. | 47  |        |
| 5 juillet   | Mika Myllylä                   | Skieur de fond finlandais (Or olympique au 30 km, 1998). | 41  |        |
| 5 juillet   | Theodore Roszak                | Professeur américain, romancier et essayiste (histoire et sociologie, contreculture, écopsychologie).                                                                | 77  |        |
| 5 juillet   | Hanna Segal                    | Psychiatre et psychanalyste britannique, née polonaise. | 92  | (en)   |
| 5 juillet   | Gordon Tootoosis               | Acteur canadien amérindien Cri-des-Plaines. | 69  |        |
| 5 juillet   | Cy Twombly                     | Peintre, dessinateur, sculpteur et photographe américain. | 83  |        |
| 5 juillet   | Shinji Wada                    | Dessinateur japonais de manga. | 61  |        |
| 6 juillet   | Steve Cardiff                  | Homme politique canadien, député néo-démocrate du Yukon (Mount Lorne).                                                                                               | 53  |        |
| 6 juillet   | Paul-André Crépeau             | Professeur canadien émérite de droit (Université McGill). | 85  |        |
| 6 juillet   | André Gilbertas                | Chirurgien et romancier français, maire de Chambéry (1997-2001). | 90  |        |
| 6 juillet   | Mani Kaul                      | Cinéaste indien de Bollywood (réalisateur, scénariste, monteur, acteur, producteur).                                                                                 | 66  |        |
| 6 juillet   | Maria José Nogueira (pt)       | Juriste et députée portugaise. | 59  | (pt)   |
| 6 juillet   | Josef Suk                      | Violoniste tchèque. | 81  |        |
| 7 juillet   | Ricardo Alegría (en)           | Anthropologue et archéologue portoricain. | 90  | (en)   |
| 7 juillet   | Allan W. Eckert                | Historien et naturaliste américain, écrivain (romancier, scénariste).                                                                                                | 80  | (en)   |
| 7 juillet   | Manuel Galbán (en)             | Musicien cubain (guitariste, pianiste, arrangeur). | 80  |        |
| 7 juillet   | Miguel Gatan Purugganan (en)   | Évêque catholique émérite du diocèse d'Ilagan, aux Philippines. | 79  | (en)   |
| 7 juillet   | Robert Goethals                | Joueur et entraîneur de football belge. | 88  |        |
| 7 juillet   | Yuri Kukin (en)                | Auteur-compositeur-interprète russe. | 78  | (en)   |
| 7 juillet   | Dick Williams                  | Baseballeur américain (joueur, instructeur, puis gérant). | 82  |        |
| 7 juillet   | Marek Zvelebil                 | Professeur-chercheur britannique, né tchèque, archéologue (préhistoire européenne).                                                                                  | 59  | (en)   |
| 8 juillet   | Kenny Baker                    | Violoneux (fiddler) américain. | 85  | (en)   |
| 8 juillet   | Roberts Blossom                | Acteur américain. | 87  | (en)   |
| 8 juillet   | Sam Denoff                     | Scénariste américain, aussi producteur, acteur et compositeur. | 83  | (en)   |
| 8 juillet   | Aleksis Dreimanis (en)         | Professeur-chercheur canadien en géologie du quaternaire, né letton.                                                                                                 | 96  | (en)   |
| 8 juillet   | Betty Ford                     | Première dame des États-Unis (1974-1977). | 93  |        |
| 8 juillet   | Philippe Lemaire               | Avocat français, abolitionniste de la peine de mort. | 77  |        |
| 8 juillet   | Camille Lembi Zaneli (en)      | Évêque catholique de Isangi, République démocratique du Congo. | 61  |        |
| 8 juillet   | Bernard Schorderet             | Peintre suisse. | 92  |        |
| 8 juillet   | Adolfo Sánchez Vázquez         | Professeur émérite mexicain de philosophie, aussi écrivain, né espagnol.                                                                                             | 95  | (es)   |
| 9 juillet   | Facundo Cabral                 | Chanteur et compositeur argentin. | 74  |        |
| 9 juillet   | Würzel (Michael Burston)       | Musicien britannique (guitariste de Motörhead, de 1984 à 1995). | 61  |        |
| 10 juillet  | Pierrette Alarie               | Soprano canadienne. | 89  |        |
| 10 juillet  | Pierre Andrès                  | Sculpteur sur bois et peintre français. | 88  |        |
| 10 juillet  | Travis Bean                    | Luthier américain (guitares). | 63  | (en)   |
| 10 juillet  | Roland Petit                   | Chorégraphe et danseur français. | 87  |        |
| 11 juillet  | Michael Evans                  | Évêque catholique britannique d'Est-Anglie. | 59  | (en)   |
| 11 juillet  | Tom Gehrels                    | Professeur-chercheur astronome néerlando-américain. | 86  | (en)   |
| 11 juillet  | Jaroslav Jiřík                 | Joueur international de hockey sur glace tchèque. | 71  |        |
| 11 juillet  | George Lascelles               | aristocrate britannique, musicologue spécialiste de l'opéra et président du Leeds United Football Club ; 7e comte de Harewood.                                       | 88  |        |
| 11 juillet  | Sir Filoimea Telito            | Président de l'Église chrétienne des Tuvalu et ancien gouverneur général des Tuvalu.                                                                                 | 66  |        |
| 12 juillet  | Ahmed Wali Karzaï (en)         | Homme politique afghan, demi-frère du Président (assassinat). | 49  |        |
| 12 juillet  | Charles Asa Schleck (en)       | Archevêque catholique américain émérite officiel de la Congrégation pour l'évangélisation des peuples.                                                               | 86  | (en)   |
| 12 juillet  | Sherwood Schwartz              | Producteur, scénariste et compositeur américain. | 94  | (en)   |
| 13 juillet  | Jerry Ragovoy                  | Auteur-compositeur et producteur de musique américain. | 80  | (en)   |
| 13 juillet  | Heinz Reincke                  | Acteur allemand. | 86  |        |
| 13 juillet  | Marc Rioufol                   | Acteur français. | 49  |        |
| 14 juillet  | Jean-Pierre Jacquinot          | Anarchiste français. | 73  |        |
| 14 juillet  | Leo Kirch                      | Entrepreneur allemand (télévision payante). | 84  |        |
| 14 juillet  | Antonio Prieto                 | Acteur et chanteur chilien. | 85  | (en)   |
| 15 juillet  | Cornell MacNeil                | Baryton américain. | 88  | (en)   |
| 15 juillet  | Friedrich Wilhelm Schnitzler   | Chef d'entreprise et homme politique allemand. | 82  | (de)   |
| 15 juillet  | Googie Withers                 | Actrice britannique. | 94  | (en)   |
| 16 juillet  | Albin Malysiak (en)            | Évêque auxiliaire polonais catholique émérite de Cracovie. | 94  | (en)   |
| 16 juillet  | Cesare Mazzolari               | Évêque catholique italien de Rumbek (Soudan du Sud). | 74  | (en)   |
| 16 juillet  | Joe McNamee                    | Joueur de basketball américain. | 84  | (en)   |
| 16 juillet  | Markus Prachensky (de)         | Peintre autrichien. | 79  |        |
| 17 juillet  | Juan Arza                      | Footballeur espagnol. | 88  | (es)   |
| 17 juillet  | Bertalan Bicskei               | Footballeur hongrois. | 66  |        |
| 17 juillet  | Juan María Bordaberry          | Homme politique uruguayen, président (1972-1973), dictateur (1973-1976).                                                                                             | 83  | (en)   |
| 17 juillet  | Georges Condominas             | Ethnologue français. | 90  |        |
| 17 juillet  | Pierre-André Martel            | Homme d'affaires français, fondateur-PDG de Caravelle Investissement.                                                                                                | 57  |        |
| 17 juillet  | Takaji Mori                    | Footballeur japonais. | 67  | (ja)   |
| 17 juillet  | Taiji Sawada                   | Musicien japonais, bassiste de heavy metal (X Japan). | 45  |        |
| 17 juillet  | Alex Steinweiss                | Graphiste américain. | 94  |        |
| 17 juillet  | Joe Lee Wilson                 | Chanteur américain de jazz, blues, gospel. | 75  | (en)   |
| 18 juillet  | Claudine Béréchel              | Peintre, graveuse, sculptrice et médailleuse française. | 86  |        |
| 18 juillet  | Jacques Jouanneau              | Comédien français. | 84  |        |
| 18 juillet  | Magnus Malan                   | Général et homme politique sud-africain, chef d'état-major des forces de défense (de 1976 à 1980) puis ministre de la défense (de 1980 à 1991).                      | 79  |        |
| 18 juillet  | Jacques Noël                   | Décorateur de théâtre français. | 87  |        |
| 19 juillet  | William Leonard D’Mello (en)   | Évêque catholique émérite de Karwar, au Karnataka, Inde. | 80  | (en)   |
| 19 juillet  | Yoshio Harada                  | Acteur japonais. | 71  | (en)   |
| 19 juillet  | Henrique Johannpötter (en)     | Évêque brésilien catholique émérite de Bacabal, au Maranhão; né allemand.                                                                                            | 78  | (en)   |
| 19 juillet  | Karen Khatchatourian           | Compositeur russe, d'origine arménienne. | 90  |        |
| 19 juillet  | Pierre Jonquères d'Oriola      | Double champion olympique de saut d'obstacles (équitation, JO 1952 et 1964).                                                                                         | 91  |        |
| 20 juillet  | Lucian Freud                   | Artiste peintre britannique, né Allemand, petit-fils de Sigmund Freud.                                                                                               | 88  |        |
| 20 juillet  | Kanté Manfila                  | Musicien guinéen. | 64  |        |
| 21 juillet  | Franz Alt (mathématicien) (en) | Mathématicien américain, né autrichien, devenu informaticien et l'un des fondateurs et présidents de l'Association for Computing Machinery.                          | 100 | (en)   |
| 21 juillet  | Clément Cailleau (en)          | Préfet apostolique catholique émérite de Tambacounda (Sénégal), né en France.                                                                                        | 88  | (en)   |
| 21 juillet  | Elliot Handler                 | Homme d'affaires américain, cofondateur de Mattel. | 95  |        |
| 21 juillet  | Pedro Claro Meurice Estiu      | Archevêque catholique cubain émérite de Santiago de Cuba. | 79  | (en)   |
| 21 juillet  | Slavomir Miklovš (en)          | Évêque croate catholique émérite de Križevci. | 77  | (en)   |
| 21 juillet  | Casimir Świątek                | Cardinal archevêque catholique émérite de Minsk-Moguilev, en Biélorussie.                                                                                            | 96  | (en)   |
| 22 juillet  | Tom Aldredge                   | Acteur américain. | 83  |        |
| 22 juillet  | Linda Christian                | Actrice américano-britannique, née au Mexique (première James Bond Girl, 1954).                                                                                      | 87  |        |
| 23 juillet  | Toyoo Ashida                   | Réalisateur japonais de mangas (Ken le Survivant). | 67  |        |
| 23 juillet  | Mathilde Aussant               | Doyenne des Français (du 4 novembre 2010 au 23 juillet 2011). | 113 |        |
| 23 juillet  | Robert Ettinger                | Scientifique américain, père-fondateur de la cryogénisation au décès.                                                                                                | 92  |        |
| 23 juillet  | Paul Louka                     | Artiste belge, auteur-compositeur-interprète, acteur, écrivain, peintre.                                                                                             | 74  |        |
| 23 juillet  | Christopher Mayer (en)         | Acteur américain. | 57  |        |
| 23 juillet  | John Shalikashvili             | Général américain, né polonais, chef d'état-major des armées des États-Unis (1993 - 1997).                                                                           | 75  |        |
| 23 juillet  | Amy Winehouse                  | Chanteuse britannique. | 27  |        |
| 24 juillet  | Daniel Bobis                   | Batteur du groupe de hardcore new-yorkais Cipher (en). | 32  |        |
| 24 juillet  | Paul Marchand (en)             | Évêque catholique canadien de Timmins, Ontario. | 74  | (en)   |
| 24 juillet  | Virgilio Noè                   | Cardinal archevêque italien, président émérite de la Fabrique de Saint-Pierre.                                                                                       | 89  | (en)   |
| 24 juillet  | Dan Peek                       | Musicien américain de rock (auteur-compositeur-interprète, guitariste).                                                                                              | 60  | (en)   |
| 24 juillet  | David Servan-Schreiber         | Médecin français, docteur ès sciences, neuropsychiatre, essayiste, fils aîné de Jean-Jacques Servan-Schreiber.                                                       | 50  |        |
| 24 juillet  | Jan de Vos                     | Historien et anthropologue belge, installé au Mexique (depuis 1973) comme théologien de la libération puis essayiste.                                                | 75  |        |
| 25 juillet  | Michael Cacoyannis             | Réalisateur cypriote grec (Zorba le Grec). | 89  |        |
| 25 juillet  | Luciano Ciancola               | Coureur cycliste italien. | 81  |        |
| 25 juillet  | Jacques Fatton                 | Footballeur franco-suisse. | 85  |        |
| 25 juillet  | Jeret Peterson                 | Skieur acrobatique américain (Argent aux JO de 2010). | 29  |        |
| 25 juillet  | Irma Schmidt                   | Supercentenaire américaine. | 112 | (en)   |
| 25 juillet  | Gustave Tiffoche               | Céramiste, sculpteur et peintre français. | 81  |        |
| 26 juillet  | Joe Arroyo                     | Chanteur et compositeur colombien. | 55  | (en)   |
| 26 juillet  | Pierre Decitre                 | Libraire français, PDG des librairies Decitre (de 1976 à 2008). | 69  |        |
| 26 juillet  | Frank Foster                   | Musicien américain de jazz (saxophoniste, arrangeur, compositeur).                                                                                                   | 82  |        |
| 26 juillet  | Sakyo Komatsu                  | Écrivain et scénariste japonais de science-fiction. | 80  |        |
| 26 juillet  | Georges Kwaïter (en)           | Archevêque syrien émérite de Saïda (rite melkite grec), au Liban. | 83  | (en)   |
| 26 juillet  | Silvio Narizzano               | Réalisateur canado-britannique (Georgy Girl, Pitié pour le prof). | 84  | (en)   |
| 26 juillet  | Denise Scharley                | Mezzo-soprano et contralto française. | 94  |        |
| 26 juillet  | Giò Stajano                    | Écrivaine, journaliste, actrice et peintre italienne. | 79  | (it)   |
| 27 juillet  | Rudolf Baláž                   | Évêque catholique slovaque de Banská Bystrica. | 70  | (en)   |
| 27 juillet  | Ghulam Haider Hamidi (en)      | Homme politique afghan, maire de Kandahar (depuis 2007). | 65  |        |
| 27 juillet  | Hideki Irabu                   | Baseballeur nippo-américain (lanceur). | 42  |        |
| 27 juillet  | Agota Kristof                  | Écrivaine suisse, née hongroise (poésie en hongrois, roman et théâtre en français).                                                                                  | 75  |        |
| 27 juillet  | Victor Laks                    | Peintre français. | 86  |        |
| 27 juillet  | Pietro Sambi                   | Archevêque catholique italien, nonce apostolique au Burundi, en Indonésie (en), à Chypre (en), en Israël, à Jérusalem et en Palestine (en), ainsi qu'aux États-Unis. | 73  | (en)   |
| 27 juillet  | Pierre Schielé                 | Homme politique français, ancien sénateur-maire de Thann. | 86  |        |
| 27 juillet  | Francis John Spence            | Archevêque canadien émérite de Kingston, Ontario. | 85  | (en)   |
| 27 juillet  | John Stott                     | Théologien anglais, pasteur anglican et essayiste. | 90  |        |
| 28 juillet  | Miguel Chacón                  | Coureur cycliste espagnol | 81  |        |
| 28 juillet  | Albert Ferrasse                | Rugbyman français et président de la FFR (de 1968 à 1991). | 93  |        |
| 28 juillet  | Abdelfattah Younès             | Général et ministre de l'intérieur libyen, transfuge auprès des insurgés de février 2011.                                                                            | 67  |        |
| 29 juillet  | Jeanette Dyrkjær               | Photographe danoise. | 47  |        |
| 29 juillet  | Claude Laydu                   | Comédien belge, scénariste et producteur de la série télévisée Bonne nuit les petits.                                                                                | 84  |        |
| 29 juillet  | Nella Martinetti               | Chanteuse-compositrice-interprète suisse. | 65  |        |
| 30 juillet  | Jean Capdeville                | Peintre français. | 93  |        |
| 30 juillet  | Pêr Denez                      | Professeur français, linguiste et lexicographe du breton, écrivain en breton.                                                                                        | 90  |        |
| 30 juillet  | Mario Echandi Jiménez          | Homme politique costaricien (président, 1958-1962). | 96  | (es)   |
| 30 juillet  | Vincent Kympat (en)            | Évêque indien catholique de Jowai. | 64  | (en)   |
| 31 juillet  | Eliseo Alberto                 | Écrivain cubain. | 59  |        |
| 31 juillet  | Jean-Claude Asphe              | Homme politique français (député-maire RPR de Vernon, Eure, années 1980-1990).                                                                                       | 74  |        |
| 31 juillet  | John Hoyland                   | Peintre abstrait britannique. | 76  | (en)   |
| 31 juillet  | Andrea Pazzagli                | Footballeur italien. | 51  |        |
| 31 juillet  | Joseph Albert Rosario (en)     | Évêque indien catholique émérite d'Amravati, dans le Maharashtra. | 96  | (en)   |